# Callyspongia serpentina
Espèce
Synonymes
- Spongia serpentina Lamarck, 1814

Callyspongia serpentina est une espèce d'éponges de la famille Callyspongiidae qui se rencontre en Australie et en Nouvelle Zélande.